# Christopher Marlowe
Christopher "Kit" Marlowe, döpt 26 februari 1564 i Canterbury i Kent, död 30 maj 1593 i Deptford i Lewisham i London, var en engelsk dramatiker, poet och översättare under den elisabetanska eran. Han var kanske den främste brittiske tragikern före Shakespeare, han är känd för sin magnifika blankvers, sina överreagerande protagonister och sin för tidiga död.

## Bakgrund
Marlowe var son till John Marlowe och Katherine Arthur. Han föddes i Canterbury och kunde tack vare ett stipendium studera vid The King's School i Canterbury och vid Corpus Christi College i Cambridge. Han fick sin Bachelor of arts degree 1584. 1587 tvekade universitetet att ge honom hans mastersexamen, eftersom det ryktades om att han skulle ha konverterat till katolicismen och rest till det engelska kollegiet i Rheims för att förbereda sig för prästerskap. Hans examen utdelades dock enligt planerna efter att Privy Council ingrep å hans vägnar och lovordade honom för hans "trogna och goda tjänst" hos drottningen. Rådet specificerar inte vad det var för slags tjänst, men brevet ledde till många spekulationer, särskilt teorin att Marlowe arbetade som hemlig agent i Sir Francis Walsinghams underrättelsetjänst. Det finns inga direkta bevis för denna teori, även om Marlowe uppenbarligen tjänade drottningen på något vis.
1590 publicerades dramat Tamburlaine i två delar som bygger löst på Timur Lenks liv. Till detta har Marlowe tillfogat renässansidéer om evighetslängtan. Den blev en stor succé och stilbildande för elisabetansk teater, inte minst för att den etablerade blankversen inom teatern. Ett annat verk är The Tragical History of Doctor Faustus om Faust från 1588-89. Hans övriga dramatiska verk är Dido, Queen of Carthage och Aeneas (troligen hans första bevarade), The Jew of Malta (om turkarnas försök att inta Malta), The Massacre at Paris (om Bartolomeinatten i Paris 1572 då 6000 hugenotter mördades) samt Edward II, det första kvalificerade brittiska krönikespelet. Han anses även ha skrivit åtminstone förlagor till första delen av Shakespeares Henrik VI och till King John. Shakespeare citerar honom i Som ni behagar, och hans episka dikt Hero och Leander erinrar starkt om Shakespeares Venus och Adonis. Shakespeare tog bevisligen intryck från Marlowe och många menar att han i sina verk fullbordade vad Marlowe inlett.
1593 dog Marlowe en mystisk död i ett krogslagsmål. Teorierna kring hans död är olika, vissa tror det handlade om bråk om notan, eller att han blev offer för ett politiskt mord. Detta har dock diskuterats, då bevis saknas, mordutredarens rapport (funnen 1925) är dunkel, och han skulle ha haft anledning att gå under jorden, då myndigheterna sökte honom med anledning av angivelser om kätteri, homosexualitet och falskmynteri. Med anledning av dessa dunkelheter har det spekulerats i att han i själva verket skulle ha fortsatt sin dramatikerverksamhet med Shakespeare som hjälp eller täcknamn.
De så kallade Marlovianerna som stöder teorin pekar på likheter i Marlowes och Shakespeares verk och det faktum att Shakespeares verk inte började ges ut förrän efter Marlowes död. Motargumenten är främst att det inte finns något konkret som tyder på att han skulle ha levt vidare och att det förefaller osannolikt att Marlowe skulle ha varit fortsatt verksam som framgångsrik författare i teaterns värld utan att lämna ett enda spår efter sig.